# ダラ・トーレス
ダラ・グレース・トーレス（Dara Grace Torres、1967年4月15日 - ）は、アメリカカリフォルニア州出身の女子競泳選手。専門は短距離の自由形とバタフライ。身長180センチ、体重68キロ。
1984年ロサンゼルスオリンピック、1988年ソウルオリンピック、1992年のバルセロナオリンピックのリレー種目で金メダルを獲得。1992年に現役を引退しモデルやキャスターなどの活動を始めた。1994年にはスポーツイラストレイテッドでスーパーモデルと一緒に水着特集に登場した。
1999年シドニーオリンピックの出場を目指して7年ぶりに現役復帰をし、33歳で4度目の五輪に出場、金メダル2個と銅メダル3個を獲得する。その後再び現役を引退し、2006年に長女を出産した。主に現役を退いた選手が出場するマスターズに出場したがそこで現役トップクラスのタイムをマークしたことから、2007年に40歳で現役復帰。全米選手権の100m自由形と50m自由形に優勝し、衝撃の復活を果たす。2008年北京オリンピックの代表選考会でも100m自由形と50m自由形に優勝し、41歳で米国競泳初の5度目の代表となった。
北京五輪では100m自由形の出場を辞退し、個人種目は50m自由形に専念した。24秒07の米国新を出したが金メダルのブリッタ・シュテフェンに0.01秒及ばず銀メダルを獲得した。リレー2種目と合わせて3個の銀メダルを獲得し、通算のメダル数が12個となり、ジェニー・トンプソンと並んで米国競泳女子最多になった。
2009年に自伝『Age is Just a Number』を出した。